# Jan Hertl
Jan Hertl (ur. 23 czerwca 1929, zm. 14 maja 1996) – piłkarz czeski grający na pozycji pomocnika. W swojej karierze rozegrał 23 mecze w reprezentacji Czechosłowacji i strzelił w nich 1 gola.

## Kariera klubowa
W swojej karierze piłkarskiej Hertl grał między innymi w klubach Dukla Praga i Sparta Praga.

## Kariera reprezentacyjna
W reprezentacji Czechosłowacji Hertl zadebiutował 14 września 1952 w zremisowanym 2:2 towarzyskim meczu z Polską. W 1954 roku zagrał w dwóch meczach mistrzostw świata w Szwajcarii: z Urugwajem (0:2) i z Austrią (0:5).
W 1958 roku Hertl został powołany do kadry na mistrzostwa świata w Szwecji. Na tym turnieju zagrał w jednym meczu, z Irlandią Północną (0:1). Od 1952 do 1958 roku rozegrał w kadrze narodowej 23 mecze, w których zdobył 1 bramkę.